# Abwasserwärmerückgewinnung

Einbau WT mit Filter

Abwasserwärmenutzung (AWN) ist die Wärmerückgewinnung von Abwärme bzw. Restenergie aus Abwasser. Selbst im öffentlichen Kanalnetz ist Abwasser im Winter konstant durchschnittlich 10 bis 12 °C warm, im Sommer 17 bis 20 °C. Mithilfe von Wärmetauschern und Wärmepumpen lässt sich diese im Abwasser enthaltene Wärmeenergie nutzbar machen, beispielsweise um Gebäude zu heizen und zu kühlen – besonders klimafreundlich und zunehmend wirtschaftlicher. Während im Klärwerk aus 1 m³ Abwasser im Durchschnitt 0,3 kWh Energie aus Klärgas gewonnen werden kann, lassen sich durch Abwasserwärmenutzung pro Grad Kelvin Abkühlung rund 1,5 kWh Wärmeenergie aus 1 m³ gewinnen.
Abwasserwärme kann entweder aus der Kanalisation, an oder im Gebäude oder auf einer Kläranlage gewonnen werden. Das Potenzial ist groß. Mit AWN könnte in Deutschland 5 bis 15 Prozent des Wärmebedarfs im Gebäudesektor gedeckt werden. AWN könnte somit einen signifikanten Beitrag zur Wärmewende im Gebäudesektor leisten. Abwasser gibt es dort besonders viel, wo Menschen und Industrie sind,  genau da, wo auch ein hoher Energiebedarf besteht. Das Angebot (Abwasser) deckt sich zeitlich mit dem Bedarf (Energie), insbesondere in Städten und Ballungsgebieten. Die Restwärme bzw. Restenergie aus dem Abwasser steht kostenlos zur Verfügung. Ihre Nutzung reduziert den Verbrauch fossiler Energieträger.
In Deutschland werden Abwasserwärmenutzungsanlagen bereits seit den 1980er Jahren vereinzelt eingesetzt. In den letzten Jahren wurden in Europa etwa 130 größere Anlagen zur Energiegewinnung aus Abwasser realisiert, die größte mit 2,1 MW thermischer Entzugsleistung im Stuttgarter Neckarpark. Bislang fehlt der AWN ein höherer Bekanntheitsgrad. Im deutschen Gebäudeenergiegesetz (GEG) ist Abwasser aber bereits als Erneuerbare Energie anerkannt. Nordrhein-Westfalen hat im Oktober 2024 als erstes deutsches Bundesland ein Ausbauziel für AWN ausgerufen. Bis 2030 soll 1 TWh/a aktiviert werden. Bis 2045 dann insgesamt 4 TWh/a. In Skandinavien wird Abwasserwärme schon länger als Energiequelle genutzt.
Zu beachten sind einige technische Restriktionen. Die Nutzung der Wärmeenergie des Abwassers führt zu einer Abkühlung des später in die Kläranlage einlaufenden Wassers und beeinflusst so gegebenenfalls den Ablauf der Stickstoffelimination (Nitrifikation/Denitrifikation). Eine Untersuchung in der Schweiz kommt zum Schluss, dass eine Abkühlung von 0,5 bis 1 K durch Einzelanlagen in der Regel keine Probleme verursacht. Bei stärkerer Abkühlung wird unter Umständen die Dimensionierung der Anlage angepasst. Die Abkühlung des Abwassers kann über eine sogenannte Erholungsstrecke teilweise wieder kompensiert werden, denn auf dem Weg zur Kläranlage nimmt das Abwasser neue Wärme über den Boden, aber auch durch weitere Zuflüsse auf. Insgesamt kann das Abwasser in einem Kanalnetz um etwa 3-4 K abgekühlt werden. Daraus ergibt sich in Städten ein erhebliches Potenzial.

## Abwasserwärme aus dem öffentlichen Kanalsystem

### Funktionsprinzip
Sowohl bei Kanalneubauten, bei Kanalsanierungen als auch bei Bestandskanälen können standardisierte Wärmetauscher aus Edelstahl ohne großen Aufwand entlang des Bodens eines Abwasserkanals montiert werden. Die Wärmetauscher werden vom Abwasser über- und gegebenenfalls auch unterströmt. In ihnen ist ein Wasserkreislauf integriert, der kälter ist als das Abwasser. Das über den Wärmetauscher fließende Abwasser erwärmt diesen Wasserkreislauf, der anschließend erwärmt zu dem zu beheizenden Gebäude fließt. Dort wird das nun warme Wasser, das Energie aus dem Kanal aufgenommen und zum Haus gebracht hat, mit einer Wärmepumpe nutzbar gemacht. Zur Gebäudekühlung kann der Prozess in den Sommermonaten auch umgekehrt werden. In diesem Fall dient das Abwasser zum Abtransport der dem Gebäude entzogenen überschüssigen Wärme.
Das durchschnittlich 15 °C warme Abwasser im Kanal wird durch den Wärmeentzug abgekühlt, allerdings erholt sich die Abwassertemperatur nach einigen Metern wieder durch neue Zuflüsse in den Kanal und durch die Umgebungswärme aus der Erde. Je nach kommunaler Vorschrift darf Abwasser sogar bis auf 5 °C abgekühlt werden. Voraussetzung für einen zuverlässigen Betrieb ist ein kontinuierlicher Abwasserstrom. Das zu versorgende Objekt sollte sich daher in Reichweite einer hinreichend stark durchströmten Kanalisation befinden. Geeignete Standorte befinden sich in Städten und Gemeinden ab 5.000 Einwohnern aufwärts. Wärmetauscher (Platten/Rohrbündel/Rinnen) können jedoch durch Feststoffe (Fäkalien, Küchenabfälle, Windeln) und erkaltende Fette verstopfen oder verschmutzen. Sie müssen daher so beschaffen sein, dass keine sogenannten Biofilme bzw. Siehlhäute auf ihrer Oberfläche entstehen. Alternativ müssen die Wärmetauscher regelmäßig gereinigt werden.
Die aus dem Abwasser gewonnene thermische Energie wird mithilfe einer Wärmepumpe auf die zur Gebäudeheizung erforderlichen Vorlauftemperaturen von 30 bis 70 °C gebracht. Erreicht werden kann mit AWN eine Jahresarbeitszahl (JAZ) von 4 bis 6, abhängig von den Vorlauftemperaturen im Heizungssystem. Im Vergleich zu anderen Wärmepumpensystemen sollte bei einer umfassenden Betrachtung jedoch von einer gemessenen JAZ bei derselben Kondensationstemperatur ausgegangen werden. Ein Vergleich mit dem COP berücksichtigt nur einen Betriebspunkt und entspricht nicht den realen Betriebsbedingungen.

### Anwendungsbereich
AWN eignet sich zum Heizen und Kühlen von kleinen und großen Gebäuden. Ist die Energiemenge, die dem Kanal entzogen wird groß, dann bleiben Anlagen auch dann wirtschaftlich, wenn der Kanal von dem zu versorgenden Gebäude weit entfernt ist. Ist die Energiemenge klein, dann macht eine größere Entfernung zwischen Kanal und Immobilie das System weniger wirtschaftlich. Die Anlagengrößen liegen zwischen 20 kW und mehreren MW. In der Regel wird eine minimale Größe von etwa 20 Wohneinheiten bei einem Gebäude benötigt. In der Praxis werden Gebäudeheizungen in der Regel als bivalentes System ausgelegt, sodass Abwasserwärme z. B. die Grundlast abdeckt (70 bis 80 % des Heizbedarfs) und für die Spitzenlast eine konventionelle Heizung als Ergänzung bereitgestellt wird. Ein Einsatz von AWN bei Einfamilienhäusern und kleinen Mehrfamilienhäusern ist derzeit in der Regel nicht wirtschaftlich, da der technische Aufwand für die Gesamtanlage für kleine Installationen überproportional groß ist.
Möglich ist ebenfalls die Einspeisung in Wärmenetze, insbesondere in moderne Niedertemperatursysteme wie Fernwärmenetze der vierten Generation.

### Projektrealisierung
AWN aus öffentlichen Kanälen ist ein dezentraler Energieerzeugungsansatz. Es ist im Einzelfall zu prüfen, ob für ein mit Wärme oder Kälte zu versorgendes Gebäude ein passender Kanal mit entsprechendem Energiepotenzial, existiert. Dieser Kanal darf nicht zu weit von der Immobilie entfernt sein, weil sonst die zu legende Verbindungsleitung zwischen Kanal und Haus zu teuer würde. Die sogenannten Erschließungsentfernungen, d. h. die Entfernung zwischen Kanal und Immobilie, sollten bei geringen Energiemengen kurz sein, können bei großen Energiemengen aber auch mehrere Hundert Meter groß sein, ohne dass dies die Wirtschaftlichkeit der Anlage gefährdet.
Eine Nutzung der Kanalisation bedarf der Bewilligung des Betreibers, im Normalfall der Kommune. Diese einzuholen setzt voraus, dass nachweisbar ist, dass der Betrieb der Wärmetauscher keine Einschränkungen für die Kanalnetzbewirtschaftung verursacht. Einige Kanalnetzbetreiber vermarkten ihr Energiepotenzial bereits, indem sie Energiekarten öffentlich bereitstellen, die das Energiepotential visualisieren. Diese bietet eine erhebliche Beschleunigung bei der Projektentwicklung bzw. Standortprüfung. Einige Kommunen und Stadtwerke setzten AWN-Projekte auch im Contracting um.

### Wirtschaftlichkeit
Energiegewinnung aus Abwasser ist heute vielerorts bereits wirtschaftlich. Die Energiequelle Abwasser bietet selbst im Winter ein konstant hohes Temperaturniveau, sodass AWN Anlagen eine hohe Wirtschaftlichkeit bieten und insbesondere in Städten und Ballungsgebieten zum Einsatz kommen. Im Sommer lässt sich mit der gleichen Anlage zusätzlich kühlen, was die Wirtschaftlichkeit deutlich erhöhen kann. Die Projektentwicklung gestaltet sich dagegen unterschiedlich schwierig und kostenintensiv. Nicht alle Kanalnetzbetreiber erschließen das energetische Potenzial ihrer Kanäle gleich aktiv. Dadurch kann die Informationsbeschaffung zu geeigneten Kanälen, das heißt die Standortprüfung, unter Umständen zeitintensiv und damit kostspielig sein. In Europa, aber auch in Nordamerika interessieren sich immer mehr Kanalnetz- und Kläranlagenbetreiber für das Thema, sodass weitere Projekte entstehen.

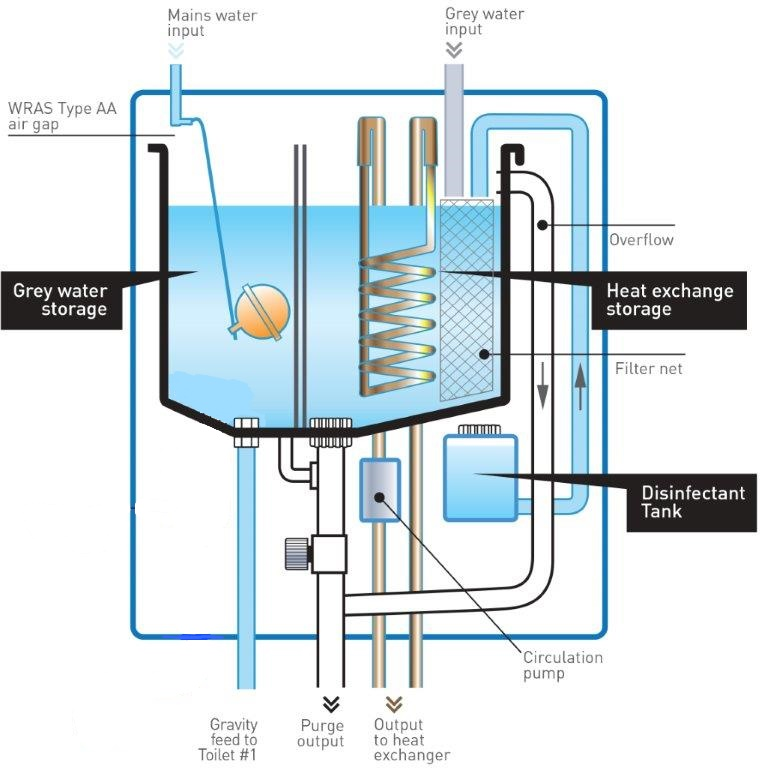
Schema eines Grauwasser-Tanks mit Wärmetauscher-Spirale: Links oben befindet sich die Frischwasser-Nachspeisung (die stattfindet, wenn die Grauwassermenge zur Toilettenspülung nicht ausreicht). Unten links liegt der Abfluss zur Toilettenspülung, gefolgt vom Ablauf zur Entleerung des Tanks (zu Reinigungszwecken) und den Anschlussleitungen des Wärmetauschers (mit angedeuteter Zirkulationspumpe). Rechts oben befinden sich der Grauwasserzufluss, die Einspeisung von Desinfektionsmittel und die Überstromleitung (zur Vermeidung des Überlaufens des Tanks).

## Abwasserwärmenutzung im Gebäude
Innerhalb eines Gebäudes kann beispielsweise im Ablauf einer Dusche ein Wärmetauscher installiert werden, der die Wärmeenergie des verbrauchten Duschwassers zur Vorwärmung des zulaufenden Trinkwassers nutzbar macht. Auch ist möglich, aus der Hauptabwasserleitung des Gebäudes Wärme zurückzugewinnen, idealerweise in Kombination mit einer Wärmepumpe zum Heizen oder zur Warmwasserbereitstellung.
Um die Wärmeenergie des Abwassers innerhalb des Gebäudes zu nutzen, gibt es folgende Möglichkeiten:
- An einem einzelnen Sanitärobjekt wie der Dusche, in dem der Wasserzulauf und -ablauf in der Regel zeitgleich stattfindet, kann der Abwasserwärmetauscher unmittelbar vom zulaufenden Trinkwasser durchströmt werden, das dadurch vorgewärmt wird. Das zulaufende Wasser wird dem Warmwasserbereiter oder dem Kaltwasserhahn der Duscharmatur oder beiden zugeführt. Mit einfachen Mitteln ist so die Nutzung von rund der Hälfte der Energiemenge möglich, die aus dem Abwasser insgesamt gewonnen werden kann.[11]
- Ist im Gebäude ohnehin eine Wasser-Wasser- oder Sole-Wasser-Wärmepumpe installiert, so kann ein Abwasserwärmetauscher in den Primärkreislauf der Wärmepumpe integriert werden. Der Wärmetauscher wird dazu gewöhnlich in einer Hauptleitung oder einem Sammelbehälter installiert.

Die dem Abwasser eines Wohngebäudes entzogene Energie kann die zur Beheizung und Warmwasserbereitung desselben Gebäudes benötigte Energie in der Regel nur teilweise abdecken. 

### Fallleitungs-Wärmetauscher
Ein Fallleitungs-Wärmetauscher ist ähnlich aufgebaut wie ein Fallfilmverdampfer und besteht im einfachsten Fall aus einem doppelwandigen Rohr. Zur besseren Steuerung des äußeren Massestroms wird das innere (Abwasser-)Rohr häufig jedoch von einem wesentlich dünneren Rohr spiralförmig umwickelt, statt von einem einfachen Mantelrohr umgeben zu sein. Solche Wärmetauscher sind in Nordamerika bereits seit längerem in Gebrauch. Im Gegensatz zu den zuvor genannten Methoden ist dieses Verfahren auch im Privathaushalt und sogar zur teilweisen Wiedergewinnung der im Abwasser einer einzelnen Dusche enthaltenen Wärmemenge wirtschaftlich anwendbar, da die Wärmetauscher zu Preisen von unter 1000 € erhältlich sind und sich die Installation innerhalb von 2 bis 10 Jahren amortisiert.

#### Funktionsprinzip
Wenn Wasser durch ein senkrechtes Rohr fließt, verteilt es sich an der Außenwand und bildet dort einen Film, den man „Fallfilm“ nennt. Je nach Durchmesser des Rohres genügt dadurch bereits ein relativ kurzes Rohrstück, um die übertragbare Wärmemenge zu gewinnen. Das abfließende Abwasser hat in der Regel eine Temperatur zwischen 20 und 40˚C während das zufließende Kaltwasser durchschnittlich 10˚C aufweist. Während das Abwasser im Wärmetauscher abkühlt, wird das zufließende Kaltwasser um etwa 12 bis 14 Kelvin aufgewärmt. Der Energieverbrauch für die Warmwasserbereitung kann so um bis zu 35 % gesenkt werden. Jedes Mal, wenn im Haushalt warmes Wasser aus dem Wasserhahn entnommen wird, fließt eine entsprechende Menge zum Warmwasserbereiter nach. Die zeitliche Übereinstimmung des Abwasserabflusses mit dem Nachströmen des kalten Frischwassers im Wärmetauscher ist meist nur in der Dusche gewährleistet.

### Duschwasser-Wärmetauscher
Im Gegensatz zu den meisten anderen Entwässerungsgegenständen findet in der Dusche der Kaltwasserzufluss und der Abfluss von erwärmtem Abwasser üblicherweise zur gleichen Zeit statt. Es bietet sich daher an, kleine dezentrale Wärmetauscher unmittelbar am Duschwasserablauf zu installieren. Erhältlich sind verschiedene Varianten:
- Fallleitungs-Wärmetauscher in DN 50,[15]
- Duschrinnen (Ablaufrinnen) mit integrierten Wärmetauschern,[16]
- zylinderförmige Wärmeübertrager zur Verwendung im zentralen Bodenablauf einer Sammeldusche,
- Wärmetauscher, die in die Duschwanne eingelegt werden,[17]
- Duschwannen mit eingebauten Wärmetauschern.

### Grauwasser-Wärmetauscher

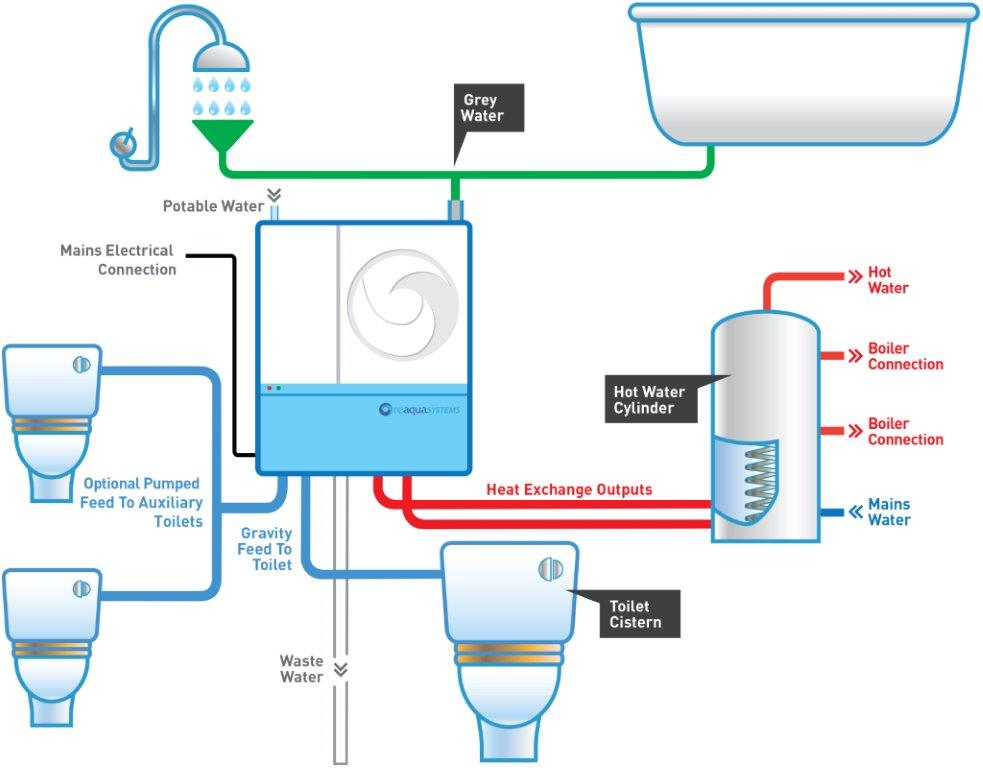
Übersichts-Schema System zur Nutzung des Abwassers von Dusche und Badewanne zur Toilettenspülung. Der Grauwassertank ist über rote Leitungen für das Wärmeenergie-Trägermedium mit dem Warmwasserspeicher verbunden.

Wenn zur erneuten Nutzung des im Gebäude anfallenden Grauwassers ein Speichertank installiert wird, so lässt sich der Wärmetauscher zum Entzug der enthaltenen Wärmeenergie vorteilhaft in diesem Tank installieren. Gegenüber dem Falleitungswärmetauscher kann so auch die Energie des aus Wasch- und Spülmaschinen, Waschbecken und Badewannen abfließenden warmen Wassers wiedergewonnen werden.

## Abwasserwärmenutzung auf dem Grundstück
Wenn das Abwasser in einem (meist außerhalb der Gebäudehülle liegenden) Behälter zentral gesammelt wird, kann die enthaltene Wärmeenergie durch einen integrierten Wärmetauscher gewonnen werden. Tageszeitliche Schwankungen der Abwassermenge werden durch die Zwischenspeicherung gepuffert. Rentabel lässt sich dieses System insbesondere bei größeren Objekten ab etwa 25 Wohneinheiten, in Hotels, Krankenhäusern, Heimen, Wellness-, Bad- und Sportanlagen sowie Industriebetrieben mit Prozessabwärme einsetzen. Der Abwasser-Wärmetauscher wird idealerweise an den Solekreislauf einer Wärmepumpe angeschlossen. Mithilfe einer Wärmepumpen kann der Warmwasserbedarf im Einzelfall vollständig gedeckt werden. Der Wärmetauscher sowie der im Sammelbehälter gegebenenfalls enthaltener Schmutzfang oder Filter wird je nach System entweder manuell oder automatisch gereinigt. Häufig wird etwa alle 3–4 Jahre eine zusätzliche umfassende Reinigung des Behälters vorgesehen. Dies kann gegebenenfalls durch Serviceöffnungen von außen geschehen.

## Perspektive und Potential der Abwasserwärme
AWN kann einen Beitrag zur Wärmewende leisten. Bislang wird das Energiepotenzial des Abwassers nur vereinzelt genutzt, aber Studien bestätigen ein großes Potenzial. Insbesondere bei mittleren und größeren Gebäuden sowie bei im Sommer zu klimatisierenden Objekten ergeben sich im Vergleich zu anderen alternativen Energieformen oftmals kurze wirtschaftliche Amortisationszeiten von unter 5 Jahren. Auch eine Abwasserwärmerückgewinnung mit Fallleitungswärmetauscher kann unter bestimmten Rahmenbedingungen wirtschaftlich sein und amortisiert sich unter Umständen schneller als andere Energiesparmaßnahmen.